# Supermarine Channel
Supermarine Channel var en engelsk passagerarflygbåt som tillverkades av ombyggda Air Department Flying Boat av Supermarine Aviation efter första världskriget. 
När första världskriget var över sålde Royal Naval Air Service 19 AD Flying Boat till Supermarine Aviation. Vid Supermarine byggdes flygkroppen om och försågs med ytterligare en sittbrunn, detta medgav att flygbåten förutom pilot kunde medföra tre passagerare. Flygbåtens originalmotor Hispano-Suiza byttes ut met en 160 hk Beardmore-motor dessa civila flygbåtar fick beteckningen Channel I. Under 1920 provade man att ersätta originalmotorn med en 240 hk Armstrong Siddeley Puma-motor, efter flera andra modifieringar betecknades den nya flygbåten Channel II. 
Den Svenska marinen sände 1921 två högre officerare till England och Vickers fabriker vid Weybridge för att studera Vickers Viking, som var en flygbåt av amfibietyp med uppfällbara hjul för start och landning både på land och på vatten). Men under besöket fick man även se Channel II, som under vintertid kunde förses med ett skidställ för landning på snö och is. Eftersom flygbåten var dubbeldäckad blev den även intressant som ett jämförelseobjekt mot det tyska monoflygplanet Caspar S.I. Chefen för Marinens Flygväsende hade redan i slutet av december 1920 i en hemställan begärt att få köpa sex Channel II flygbåtar, men detta avslogs av marinförvaltningen. Efter besöket i England 1921 tillstyrktes köpet av en flygbåt för utprovning. Flygbåten anlände till Galärvarvet och TDS där det iordningställdes där för första flygproven mot Hansan. Eftersom det var en del barnsjukdomar på Hansaflygplanet kom inga jämförande prov igång. Under en flygning vid Hårsfjärden 22 september 1922 totalhavererade flygbåten. Besättningen klarade sig oskadad, men endast motorn kunde bärgas, och kom senare att monteras in på prov i en Heinkel HE 1.

## Varianter
- Channel I - ombyggda AD Flying Boat med en 160 hk Beardmore-motor.
- Channel II - ombyggda AD Flying Boat med en 240 hk Armstrong Siddeley Puma-motor.